# Buhlmann-Gruppe
Die Buhlmann-Gruppe (Eigenschreibweise: BUHLMANN Gruppe) ist ein deutscher Stahlhändler mit Hauptsitz in Bremen. Zu den Kunden des Unternehmens zählen Unternehmen aus verschiedenen Branchen, darunter die Geothermie, Energiewirtschaft, Petrochemie, Chemie- und Ölindustrie, der Schiffs- und Maschinenbau sowie die Gasindustrie. Im Jahr 2023 erzielte die Buhlmann-Gruppe einen Umsatz von 474 Millionen Euro, sie hat Stand 2024 in 23 Ländern über 1800 Mitarbeitende. Im Jahr 2023 übernahm Buhlmann auch die Lisega-Gruppe, einen Hersteller industrieller Rohrhalterungssysteme mit über 170 Millionen Euro Jahresumsatz im Jahr 2023.

## Geschichte

### Gründung und Anfänge
Im Oktober 1945 ließ Karl August Buhlmann (1910–1989) den Bremer Röhrenhandel im Handelsregister eintragen. Er erwarb ein 99-jähriges Erbbaurecht für das Grundstück Am Alten Sicherheitshafen 3 im Hohentorshafen in der Bremer Neustadt. Zusammen mit seiner Ehefrau, Mathilde Buhlmann (1923–2019), errichtete er das erste Firmengebäude mithilfe von Bezugsscheinen zum Bergen und Abtransportieren von Steinen. Im August 1949 wurde Mathilde Buhlmann als Mitinhaberin ins Güterregister eingetragen.
Der Grundstock des Unternehmens bildete der Handel mit den alliierten Truppen, deren nicht benötigtes Material Karl Buhlmann erwarb. Zudem kaufte er Waren im Ruhrgebiet, wo die Stahlproduktion wieder anlief, um diese in Bremen weiterzuverkaufen oder zu tauschen. Zu den ersten Kunden zählten Sanitär- und Klempnerbetriebe, die mit Heizungsrohren beliefert wurden.

### Expansion im In- und Ausland
Im Jahr 1970 beschäftigte das Unternehmen 60 Angestellte. 1971 wurde ein Betriebsbüro in Derendorf bei Düsseldorf eröffnet, um näher an den Stahlproduktionsstandorten im Ruhrgebiet zu sein. Zudem erweiterte die Firma ihr Sortiment um Kesselrohre. Am 1. Februar 1976 trat der Sohn Bernhard Buhlmann in das Unternehmen ein.
1978 erfolgte die Umfirmierung in Buhlmann Rohr-Fittings-Stahlhandel GmbH & Co. KG. Der Rückgang der regionalen Werftindustrie führte dazu, dass Kesselrohre zunehmend zur Hauptsäule des Geschäfts wurden. In den folgenden Jahren wurden Geschäftsbeziehungen in vielen Ländern aufgebaut, und 1982 wurde die erste ausländische Niederlassung der Buhlmann RFS in Finnland gegründet.
Mit Abnehmern aus der chemischen und petrochemischen Industrie kamen deutschlandweit Geschäftspartner dazu. Um dem gestiegenen Platzbedarf gerecht zu werden, zog das Unternehmen 1985 in nicht mehr genutzte Hallen der Thyssenkrupp AG im Industriegebiet Hilden, etwa 15 Kilometer von Düsseldorf entfernt.
1987 trat Bernhard Buhlmanns Bruder, Karl Buhlmann (1951–2016), in die Geschäftsführung des Unternehmens ein. Unter der Leitung der zweiten Generation wandelte sich das Unternehmen vom regionalen, norddeutschen Handelshaus zu einem weltweit agierenden Händler für Stahlrohre und Rohrverbindungsteile. Der Firmengründer Karl August Buhlmann verstarb 1989.
1996 wurde die Niederlassung Buhlmann France mit Sitz in Cergy gegründet. Im Jahr 1999 folgte eine Repräsentanz in Peking.
2004 eröffnete Buhlmann ein Großlager auf dem alten Thyssenkrupp-Gelände in Duisburg, das unter EU-Schirmherrschaft zum Logistikzentrum Logport ausgebaut wurde. Das Lager umfasst mittlerweile zwölf Hallen sowie ein Bürogebäude, das 2012 auf dem Logport-Areal am Industrie-Binnenhafen bezogen wurde.
2008 gründete das Unternehmen die Niederlassung Buhlmann Singapore Pte. Ltd. für den Vertrieb von Halbfertigprodukten aus Metall. Jan-Oliver Buhlmann, der 1982 geborene dritte Sohn Bernhard Buhlmanns, trat 2009 in die Firma ein und wechselte ein Jahr später nach Shanghai, wo er die asiatischen Lieferanten betreute und als Leiter der Personalabteilung fungierte. Mit der wachsenden Bedeutung Shanghais als Wirtschaftszentrum gründete Buhlmann im Jahr 2010 einen neuen Firmensitz im Finanzdistrikt Pudong.
Am 1. Juli 2013 wurde die unabhängige Tochtergesellschaft Buhlmann Austria GmbH gegründet. Im selben Jahr trat Jan-Oliver Buhlmann in die Geschäftsführung der Buhlmann-Gruppe ein.
Seit 2015 gehört die Dylan-Unternehmensgruppe zu Buhlmann. Teil der Gruppe waren die britische Dylan UK Ltd., die belgische Dylan Belgie BVBA mit Sitz in Lint, die in Buhlmann Belgium B.V. umfirmiert wurde, sowie die Dylan Steel Solutions mit Sitz in Oud-Beijerland, Niederlande.
Im August 2018 wurde die Buhlmann Industrie Technik GmbH in Bremen gegründet. Im Juni 2019 wurde die R-S Matco LLC aus North Carolina, die Kessel-, Kondensator- und Wärmetauscherrohre vertreibt, übernommen.
Zum 1. Januar 2020 übernahm Buhlmann das niederländische Handelshaus für Rund-, Vierkant- und Rechteckrohre, Hellebeuk B.V., mit Sitz in Valkenburg aan de Geul in der Nähe Maastrichts.

### Jüngere Entwicklungen
Im Januar 2023 wurde das Unternehmen Lockwood Partners, ein Handelshaus im Bereich Ventile, Rohren, Fittings und Flanschen mit Sitz in Pasadena, Texas, übernommen. In Lissabon wurde im November 2023 mit der Eröffnung von Buhlmann Portugal, Unipessoal Lda ein weiterer Standort in Südeuropa gegründet.
Im Januar 2024 übernahm das Unternehmen die Lisega-Gruppe, einen Hersteller von Rohrhalterungssystemen mit Sitz in Zeven. Durch die Übernahme stieg die Buhlmann-Gruppe in die Eigenfertigung ein. Zudem übernahm Buhlmann die mehr als 1000 Mitarbeitenden der Lisega.
Bei Geothermiebohrungen in der Gemeinde Grünwald bei München wurden im August 2024 Stahlrohre von Buhlmann eingesetzt.

## Unternehmensstruktur
Die Buhlmann-Gruppe, als deren Muttergesellschaft die Buhlmann Rohr-Fittings-Stahlhandel GmbH + Co. KG mit Sitz in Bremen fungiert, ist mit Tochtergesellschaften in 23 Ländern vertreten (Stand 2022). Darüber hinaus ist Buhlmann an der Brinker Fetten Logistik GmbH & Co. KG in Ratingen, der MT Laboratories GmbH in Meerbusch sowie der Surfection GmbH mit Sitz in Duisburg beteiligt.
Zudem war die Buhlmann-Gruppe 2020 in die Gründung der Unicorn GmbH Tailormade Processing in Meerbusch involviert.

### Firmen der Gruppe
- Buhlmann Rohr-Fittings-Stahlhandel GmbH + Co. KG
- Barthel Kesselrohre Boilertubes GmbH
- Buhlmann Industrie Technik GmbH
- Buhlmann Austria GmbH
- Buhlmann Turkey Tube Fittings Çelik Tic. Ltd. Şti.
- Buhlmann France SAS
- Buhlmann Korea Ltd.
- Buhlmann Spain S.L.
- Buhlmann Mexico S.A. de C.V.
- Buhlmann Singapore Pte. Ltd.
- Buhlmann China Ltd.
- Buhlmann North America L.P.
- Dylan Steel Solutions
- R-S Matco LLC
- Lockwood Partners LLC
- Technisch Handelsbureau De Hellebeuk B.V.
- NRG Special Products B.V.
- Buhlmann Netherlands B.V.
- Buhlmann Belgium B.V.
- Buhlmann UK Ltd.
- Buhlmann Portugal, Unipessoal Lda
- Buhlmann Ukraine Ltd.
- Lisega SE[1][3]
- Prius Consult GmbH
- Trupply Holdings LLC[28]
- Herregods-Franssen S.A.-N.V.

### Übernahmen
- 2015: Dylan Steel Solutions, Oud-Beijerland, Niederlande
- 2019: R-S Matco LLC, Oakboro, North Carolina, USA
- 2020: Hellebeuk B.V., Valkenburg aan de Geul, Niederlande
- 2020: Barthel Kesselrohre Boilertubes GmbH, Düsseldorf, Deutschland
- 2023: Lockwood Partners, Pasadena, Texas, USA
- 2024: Lisega SE, Zeven, Deutschland
- 2025: Trupply Holdings LLC, Houston, Texas, USA[28]
- 2025: Herregods-Franssen S.A.-N.V., Eupen, Belgien

## Produkte und Dienstleistungen
Die Buhlmann-Gruppe vertreibt Stahlrohre, Rohrverbindungsteile und Zubehör. Darunter fallen Rohre für mechanische Anwendungen, den Stahlbau sowie Edelbaustähle und Blankstähle. Zudem werden rost-, säure- und hitzebeständige Bleche sowie Stabstahlprodukte angeboten. Im Bereich der Sonderwerkstoffe werden Rohre, Rohrverbindungsteile und Flansche aus Duplex, Nickelbasiswerkstoffen, Titanlegierungen und anderen Sonderwerkstoffen vertrieben. Zudem bietet das Unternehmen Rohre, Flansche und Schmiedestücke für nukleare Projekte an.
Darüber hinaus umfasst das Angebot auch Beratung, Projektmanagement und Logistikdienstleistungen.
Das Tochterunternehmen Lisega fertigt industrielle Rohrhalterungssysteme wie Konstantanhänger und Konstantstützen, Federanhänger und Federstützen, dynamische Bauteile, Rohrschellen, Rohrlager und Rohranschlüsse, Rollenlager und Rohrsättel, Anschlusskomponenten, Bauanschlüsse sowie Gleitplatten.

## Nachhaltigkeit und soziales Engagement
2022 gründete die Buhlmann-Gruppe gemeinsam mit der Hansa-Flex AG die Stiftung Solidarität Ukraine, die sich für den Wiederaufbau der zivilen Infrastruktur in der Ukraine engagiert. Die Stiftung wurde von dem Geschäftsführer der Buhlmann-Gruppe, Jan-Oliver Buhlmann, mitgegründet.

## Auszeichnungen
- 2023: „Zertifikat für Nachwuchsförderung 2023“ für das langjährig soziale Engagement in der Ausbildung junger Menschen durch die Bundesagentur für Arbeit Bremen-Bremerhaven[36]

## Belege
1. 1 2 3 4 5 6 7  Buhlmann Rohr-Fittings-Stahlhandel GmbH + Co. KG, Konzernabschluss zum Geschäftsjahr vom 1.1.2023 zum 31.12 2023, veröffentlicht im Unternehmensregister am 6. Februar 2025
2. ↑  Wir über uns. In: Wärmewende durch Geothermie. 2020, abgerufen am 21. August 2024.
3. 1 2  Stahlhändler Buhlmann erwirbt Lisega. In: Stahleisen. Abgerufen am 6. September 2024.
4. ↑  Firmenakte der Buhlmann Rohr-Fittings-Stahlhandel GmbH & Co. KG. In: Handelskammer Bremen (Hrsg.): Archiv der Handelskammer für Bremen und Bremerhaven. Signatur 90001 K 26. Bremen.
5. ↑  Vgl. Bestand StAB 16, 1/2. In: OMGUS Bremen. Staatsarchiv Bremen, National Archives Washington D.C., Bremen.
6. ↑  Barfuß, Müller, Tilgner (Hrsg.): Die Geschichte der Freien Hansestadt Bremen von 1945–2005. Die frühen Nachkriegsjahre. Band 1: 1945–1969, Edition Temmen
7. ↑  Sigrid Schuer: Buhlmann-Chef ist gestorben. In: Weser Kurier. 22. Oktober 2016, abgerufen am 11. August 2024.
8. ↑  Buhlmann France. In: Europages. Abgerufen am 11. August 2024 (englisch).
9. ↑  York Schaefer: Eine feste Verbindung. In: Weser Kurier. 27. September 2020, abgerufen am 11. August 2024.
10. ↑  Tobias Bolsmann: Logport schielt nach Hohenbudberg. In: Neue Ruhr Zeitung. 1. April 2008, abgerufen am 11. August 2024.
11. ↑  Der Logport Spirit. In: Top Magazin. März 2018, abgerufen im August 2024.
12. ↑  Axel Granzow: Buhlmanns Herz schlägt in Duisburg. In: Deutsche Verkehrs-Zeitung. 30. Juni 2014, abgerufen am 11. August 2024.
13. ↑  Buhlmann Singapore Pte Ltd. In: Bloomberg. Abgerufen am 12. August 2024 (englisch).
14. 1 2  Lisa Schröder: Bremer Unternehmer des Jahres steht fest. In: Weser Kurier. Weser Kurier, 16. September 2021, abgerufen am 11. August 2024.
15. ↑  Firmenbuch 301156b. In: North Data. 12. Juni 2013, abgerufen am 11. August 2024.
16. ↑  Buhlmann Belgium B.V., Lint, Belgien. In: North Data. 31. Dezember 2023, abgerufen am 12. August 2024.
17. ↑  Unser Markenauftritt ändert sich – unser Service für Sie bleibt! In: Buhlmann Group. Abgerufen am 6. September 2024.
18. ↑  Buhlmann Industrie Technik GmbH, Bremen. In: North Data. 31. Dezember 2018, abgerufen am 12. August 2024.
19. ↑  Catrin Senger: R-S Matco: Übernahme durch Buhlmann Gruppe. In: Edelstahl aktuell. 3. Juli 2019, abgerufen am 14. August 2024.
20. ↑  Catrin Senger: Buhlmann Gruppe erweitert Portfolio. In: Edelstahl aktuell. 14. April 2020, abgerufen am 13. August 2024.
21. ↑  Lockwood Partners Overview. In: Pitchbook. 2024, abgerufen am 13. August 2024 (englisch).
22. ↑  Buhlmann Portugal, Unipessoal Lda. In: Kompass. Abgerufen am 12. August 2024 (spanisch).
23. 1 2  Buhlmann erwirbt Lisega. In: Handelskammer Magazin. Februar 2024, abgerufen am 11. August 2024.
24. ↑  Niklas Reiprich: Stahlhändler Buhlmann erwirbt Lisega. In: stahleisen. 4. Dezember 2023, abgerufen am 22. August 2024 (deutsch).
25. ↑  Charlotte Lange: Lisega wird neues Mitglied der Buhlmann Unternehmensfamilie. In: Prozesswaerme. 15. Dezember 2023, abgerufen am 22. August 2024 (deutsch).
26. ↑  Geothermie-Anlage südlich von München wird erweitert. In: Energie Informationsdienst. 5. August 2024.
27. ↑  Unicorn GmbH, Meerbusch. In: North Data. Abgerufen am 12. August 2024.
28. 1 2  Translink Corporate Finance Advised The BUHLMANN Group On The Acquisition Of Trupply. 21. Februar 2025, abgerufen am 7. März 2025 (amerikanisches Englisch).
29. ↑  Buhlmann Rohr-Fittings-Stahlhandel GmbH + Co KG. In: Europages. Abgerufen am 12. August 2024.
30. ↑  Produkte. In: Buhlmann Rohr-Fittings-Stahlhandel GmbH & Co. KG. Abgerufen am 13. August 2024.
31. ↑  Neues Stahlzentrum auf Logport. In: Deutsche Verkehrs-Zeitung. 17. Februar 2004.
32. ↑  Rohrhalterungstechnik für die Industrie. In: Lisega SE. 2024, abgerufen am 22. August 2024.
33. ↑  Kristin Hermann: 3. Schaffer: Jan-Oliver Buhlmann. In: Weser Kurier. 23. Januar 2024.
34. ↑  Weihnachtsgeschenke für ukrainische Kinder. In: Kreiszeitung. 25. August 2022.
35. ↑  Hilfe für Odessa. In: Bremen News. 17. Januar 2023, abgerufen am 21. August 2024.
36. ↑  Buhlmann Rohr-Fittings-Stahlhandel GmbH & Co. KG mit dem „Zertifikat für Ausbildung 2023“ in der Stadt Bremen ausgezeichnet. In: Bundesagentur für Arbeit. 20. März 2024, abgerufen am 12. August 2024.